# Psychomastax robusta
Psychomastax robusta är en insektsart som beskrevs av Morgan Hebard 1934. Psychomastax robusta ingår i släktet Psychomastax och familjen Eumastacidae. Inga underarter finns listade i Catalogue of Life.